# ألفيس ساراسن
ألفيس ساراسن (بالإنجليزية: Alvis Saracen)‏ ناقلة جنود مدرعة بريطانية سداسية الدفع، من صنع شركة ألفيس للمركبات.

## المشغلون

### مشغلون عسكريون

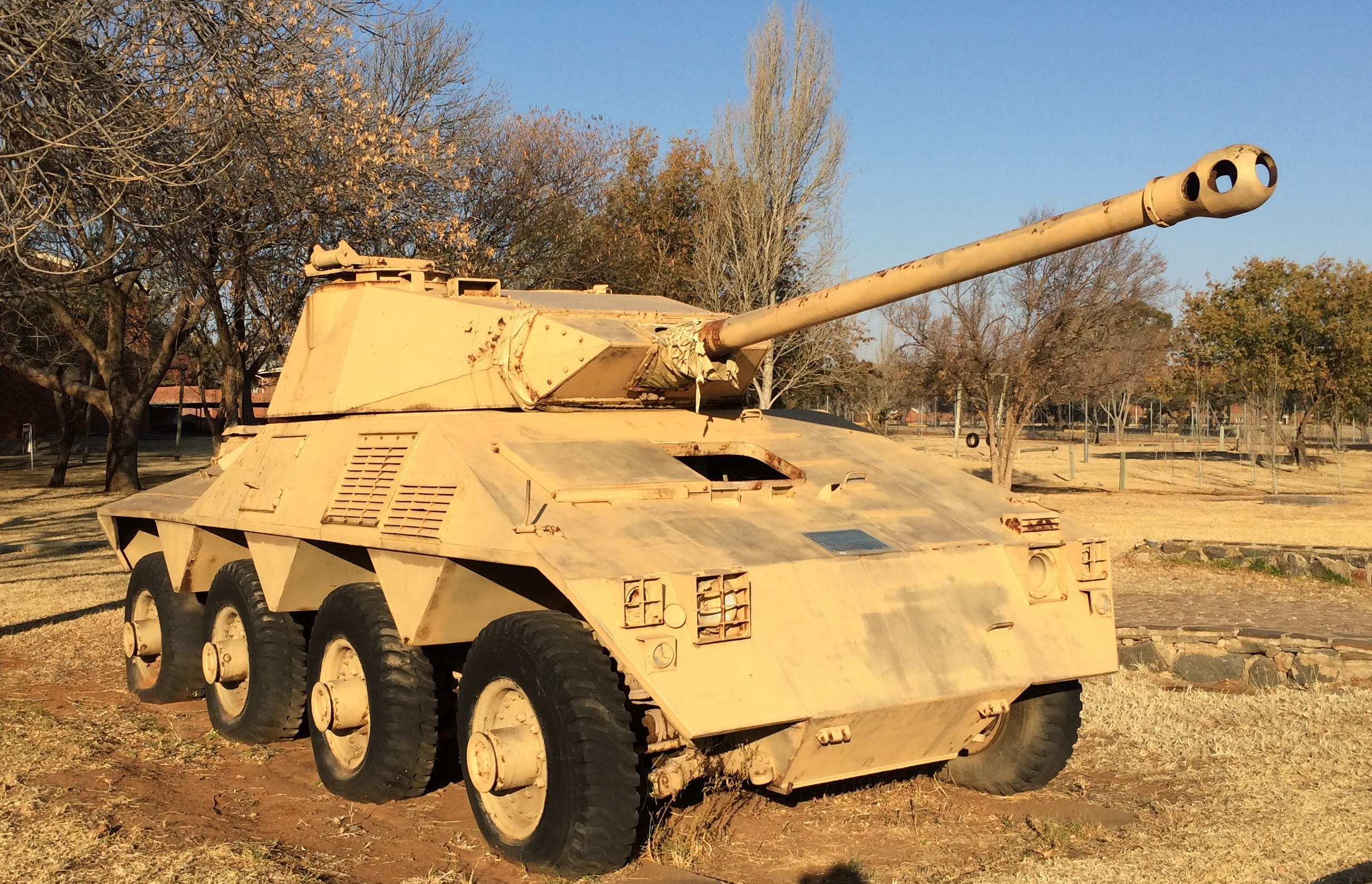
إحدى طرازات ألفيس ساراسن في بلومفونتين بجنوب أفريقيا.

- حركة أمل: ورثتها عن الجيش اللبناني.
- أستراليا - الجيش الأسترالي: 30 عربة مسجلة.[1]
- بيافرا - الجيش البيافري: عربة واحدة.[2]
- بروناي - القوات البرية الملكية لبروناي: 15 عربة.[3]
- إندونيسيا - القوات البرية الإندونيسية: 55 عربة وقد تم تحديث بعضها بعد طلب عام 1994.[3]
- الأردن - القوات البرية الملكية الأردنية: 120 عربة ومنها [3] 60 عاملة.[4]
- كينيا - الجيش الكيني: 15 عربة.[3]
- الكويت - القوة البرية الكويتية: 135 عربة.[3]
- لبنان - القوات البرية اللبنانية: 100 عربة.[3]
- ليبيا - الجيش الليبي خلال عهد القذافي: 15 عربة.[3]
- موريتانيا - الجيش الموريتاني: 5 عربات تم طلبها عام 1990.[3]
- نيجيريا - الجيش النيجيري: 20 عربة منها [3] 10 عربات عاملة.[5]
- قطر - القوات البرية الأميرية القطرية: 30 عربة.[3]
- جنوب أفريقيا - الجيش الجنوب أفريقي: 280 تم طلبها من عام 1953 حتى 1956.[6]
- سريلانكا - الجيش السريلانكي: 67 عربة.[3][7]
- السودان - الجيش السوداني: 50 عربة.[3]
- تايلاند - الجيش الملكي التايلاندي: 20 عربة.[3]
- الإمارات العربية المتحدة - جيش الإمارات العربية المتحدة: 20 عربة.[3]
- المملكة المتحدة - الجيش البريطاني.

### مشغلون مدنيون
- هونغ كونغ البريطانية - قوات شرطة هونغ كونغ الملكية: توقف استخدامها عام 1988.
- جنوب أفريقيا - الشرطة الجنوب أفريقية: 8 عربات.[6]
- المملكة المتحدة - قوات شرطة أولستر الملكية (RUC)
- الولايات المتحدة
  - قسم شرطة سييرا فيستا: عربة واحدة لفريق المهام الخاصة.
  - قسم شرطة سان فرانسيسكو: عربة واحدة لفريق المهام الخاصة.
  - شريف مقاطعة سنوهوميش: عربة واحدة لفريق المهام الخاصة.

## التاريخ القتالي
- ثورة 14 أكتوبر
- الطوارئ المالايوية
- الحرب الأهلية النيجيرية
- الحرب الأهلية السريلانكية
- صراع أيرلندا الشمالية
- حرب أكتوبر
- اضطرابات سويتو
- الحرب الأهلية اللبنانية